# Piritramide
Piritramide (R-3365, tên thương mại Dipidolor, Piridolan, Pirium và các loại khác) là thuốc giảm đau opioid tổng hợp (thuốc giảm đau gây nghiện) được bán ở một số nước châu Âu bao gồm: Áo, Bỉ, Cộng hòa Séc, Đức và Hà Lan. Nó có dạng tự do, mạnh gấp 0,75 lần so với morphin và được tiêm tĩnh mạch (bằng cách tiêm) để điều trị đau nặng. Buồn nôn, ói mửa, ức chế hô hấp và táo bón được cho là ít gặp hơn với piritramide so với morphin (tiêu chuẩn opioid vàng so với các opioid khác được so sánh và đối chiếu), và nó tạo ra thuốc giảm đau khởi phát nhanh hơn (giảm đau) và pethidin. Sau khi tiêm tĩnh mạch, sự khởi đầu của thuốc giảm đau chỉ trong 1-2 phút, có thể liên quan đến tính ưa ẩm tuyệt vời của nó. Các tác dụng giảm đau và an thần của piritramide được cho là có tác dụng với phenothiazin và tác dụng gây nôn (buồn nôn/nôn) của nó bị ức chế. Thể tích phân phối là 0,7-1 L/kg sau một liều duy nhất, 4,7-6 L/kg sau khi đạt được nồng độ ở trạng thái ổn định và lên tới 11,1 L/kg sau khi dùng thuốc kéo dài.
Piritramide được phát triển và cấp bằng sáng chế tại Bỉ, tại Janssen, năm 1960. Nó là một phần của nhóm opioid gồm có hai thành viên trong sử dụng lâm sàng cùng với loại còn lại là bezitramide (Burgodin). Các họ hàng hóa học và cấu trúc gần nhất của priteramide trong sử dụng lâm sàng bao gồm họ diphenoxylate, fentanyl (cả hai khám phá của Janssen) và alphaprodine có phần xa hơn.
Không được sử dụng lâm sàng tại Hoa Kỳ, đây là thuốc được kiểm soát theo Đạo luật I với DEA ACSCN là 9642 và hạn ngạch sản xuất bằng không.